# Antrodiaetidae
Antrodiaetidae zijn een familie van spinnen. De familie telt 2 beschreven geslachten en 32 soorten.

## Voorkomen
De soorten uit de familie van Antrodiaetidae komen voor in de Verenigde Staten en Japan.

## Geslachten
- Aliatypus Smith, 1908
- Antrodiaetus Ausserer, 1871

## Taxonomie
Voor een overzicht van de geslachten en soorten behorende tot de familie zie de lijst van Antrodiaetidae.